# Ilse de Koe
Ilse de Koe (Oedelem, 1984) is een Belgische theater-, film- en televisieactrice.

## Biografie
Ilse de Koe studeerde drama en theaterkunsten aan het Conservatorium van Gent en behaalde haar mastertitel in 2007. In hetzelfde jaar won zij de Kemn-A-ward voor de opvallendste acteur of actrice tijdens het ITs Festival Amsterdam. Ze is verbonden aan het theatergezelschap Studio Orka en vertolkte de vrouwelijke hoofdrol in De soldaat-facteur en Rachel van Arne Sierens, een voorstelling van Compagnie Cecilia.
In 2013 had ze een gastrol, Miranda, in de televisieserie van VTM Binnenstebuiten. In 2015 speelde ze in de televisieserie Bevergem de rol van Hilde Verbanck.
In het tv-seizoen 2019-2020 en 2020-2021 was ze een van de weetjesvertellers in de rubriek Huh?! in Eén-magazine Iedereen beroemd.

## Filmografie
- Chantal (2025) - Dierkens
- Juliet (2024) - Marianne
- Boomer (2023) - bediende Cathy
- Geldwolven (2022)
- Doe zo voort (2022) - mama van Jonah
- Nonkels (2022) - reporter WTV
- Beau Séjour (2021) - directrice
- Onder Vuur (2021-2024) - Katrien
- Albatros (2020) - Celine
- De twaalf (2019, 2020) - Elisabeth Vergote
- Tegen de Sterren op (2018) - diverse rollen
- Kafka (2017) - diverse rollen
- Belgica (2016) – verpleegster materniteit
- Bevergem (2015) – Hilde Verbanck
- Café Derby (2015) – juf
- Zoutloos
- Hut – kleine zus
- Binnenstebuiten (2013) – Miranda
- Valies
- Quiz me Quick (2012) – Iris Stevens
- Warmoes
- Op de hoge doorn
- Peperkoek alhier
- De brief
- Venizke
- En daarmee basta! (2008) – Julie